# Peter Röttgen
Peter Röttgen (Euskirchen, 8 de fevereiro de 1910 – Bonn, 20 de dezembro de 1995) foi um neurocirurgião alemão.

## Formação e carreira
Após estudar medicina completou a especialização em cirurgia em Bonn. De 1934 a 1937 foi aluno de Wilhelm Tönnis em Würzburgo e Berlim, e em 1938 retornou para Bonn. De 1939 a 1945 seguiram-se várias atividades hospitalares. Ao mesmo tempo obteve a habilitação em Bonn em 1943 com uma tese sobre cirurgia de nervos periféricos e, em seguida, chefiou um departamento de neurocirurgia da clínica cirúrgica, que inicialmente funcionava na clínica neurológica.
Por causa de sua filiação ao Partido Nacional-Socialista dos Trabalhadores Alemães (NSDAP) e à Schutzstaffel (SS) (desde 1933), após a Segunda Guerra Mundial recebeu apenas contratos de trabalho temporários como assistente por instruções do governo militar. Após a desnazificação, também devido à defesa de colegas (incluindo Otto Ulrich), logo foi novamente médico sênior do departamento de neurocirurgia da Clínica Cirúrgica da Universidade de Bonn. Em 1950 tornou-se professor adjunto e a partir de 1954 dirigiu a clínica independente de neurocirurgia, de 1962 a 1978 como professor titular e detentor da cátedra. Seu sucessor foi Rolf Wüllenweber (1924–2000).
Röttgen foi presidente da seção alemã da ILAE de 1963 a 1965 (desde 2004: Deutsche Gesellschaft für Epileptologie). Em 1978 foi eleito membro honorário da Deutsche Gesellschaft für Neurochirurgie Sociedade Alemã de Neurocirurgia e recebeu sua Medalha Fedor Krause em 1978 .

## Obras
- Neurochirurgie, in: H. W. Schreiber, G. Carstensen (Hrsg.): Chirurgie im Wandel der Zeit 1945–1983, Springer, 1983, p. 148–155